# 山田武甫
山田 武甫（やまだ たけとし、1832年（天保2年12月） - 1893年（明治26年）2月23日）は、明治時代の政治家。養蚕家。衆議院議員（2期）。敦賀県令。本姓は牛島、幼名は五次郎。

## 経歴
肥後国飽田郡熊本城下（現熊本市）で熊本藩士の家に生まれる。1838年（天保9年）藩校時習館に入校。1850年（嘉永3年）横井小楠の門に入り、陽明学を学び武術を修めた。1852年（嘉永5年）22歳の時、山田家を継いだ。戊辰戦争が勃発すると熊本藩会計権判事に任ぜられ、同少参事を経て、1874年（明治7年）敦賀県令に就任した。
1876年（明治9年）敦賀県廃止と同時に帰郷し、蚕業会社社長となり、さらに共立学舎を創立し後進の育成に尽くした。その後、熊本県師範学校長となった。1890年（明治23年）7月の第1回衆議院議員総選挙では熊本県第5区から出馬し当選。弥生倶楽部に所属し、つづく第2回総選挙でも当選したが、在任中に病死した。